# Lithobiomorpha
Ordre
Les Lithobiomorpha sont un ordre d'arthropodes du sous-embranchement des myriapodes. 

## Liste des familles
Selon Catalogue of Life (12 juin 2014) : 
- Famille Henicopidae Pocock 1901
- Famille Lithobiidae Newport 1844
- Famille incertae sedis

Selon NCBI (12 juin 2014) :
- Famille Ethopolyidae
- Famille Henicopidae Pocock 1901
- Famille Lithobiidae Newport 1844
- Famille incertae sedis

### Liste des genres
Selon Catalogue of Life (12 juin 2014) :
- Famille Henicopidae
  - Genre Analamyctes
  - Genre Anopsobiella
  - Genre Anopsobius
  - Genre Buethobius
  - Genre Catanopsobius
  - Genre Cermatobius
  - Genre Dichelobius
  - Genre Easonobius
  - Genre Ghilaroviella
  - Genre Hedinobius
  - Genre Henicops
  - Genre Lamyctes
  - Genre Lamyctopristus
  - Genre Paralamyctes
  - Genre Pleotarsobius
  - Genre Rhodobius
  - Genre Shikokuobius
  - Genre Yobius
  - Genre Zygethobius

- Famille Lithobiidae 
  - Genre Alaskobius
  - Genre Anodonthobius
  - Genre Archethopolys
  - Genre Arebius
  - Genre Arenobius
  - Genre Arkansobius
  - Genre Atethobius
  - Genre Australobius
  - Genre Banobius
  - Genre Bothropolys
  - Genre Calcibius
  - Genre Cerrobius
  - Genre Cruzobius
  - Genre Dakrobius
  - Genre Delobius
  - Genre Elattobius
  - Genre Enarthrobius
  - Genre Escimobius
  - Genre Ethopolys
  - Genre Eulithobius
  - Genre Eupolybothrus
  - Genre Friobius
  - Genre Gallitobius
  - Genre Garcibius
  - Genre Garibius
  - Genre Georgibius
  - Genre Gonibius
  - Genre Gosibius
  - Genre Guambius
  - Genre Guerrobius
  - Genre Harpolithobius
  - Genre Helembius
  - Genre Hessebius
  - Genre Juanobius
  - Genre Kiberbius
  - Genre Labrobius
  - Genre Liobius
  - Genre Lithobius
  - Genre Llanobius
  - Genre Lobochaetotarsus
  - Genre Lophobius
  - Genre Malbius
  - Genre Mayobius
  - Genre Metalithobius
  - Genre Mexicobius
  - Genre Mexicotarsus
  - Genre Monotarsobius
  - Genre Nadabius
  - Genre Nampabius
  - Genre Neolithobius
  - Genre Nipponobius
  - Genre Nothembius
  - Genre Nuevobius
  - Genre Oabius
  - Genre Ottobius
  - Genre Paitobius
  - Genre Pampibius
  - Genre Paobius
  - Genre Pholobius
  - Genre Photofugia
  - Genre Physobius
  - Genre Planobius
  - Genre Pleurolithobius
  - Genre Pokabius
  - Genre Popobius
  - Genre Pseudolithobius
  - Genre Pterygotergum
  - Genre Schizotergitius
  - Genre Serrobius
  - Genre Shosobius
  - Genre Simobius
  - Genre Sonibius
  - Genre Sotimpius
  - Genre Sozibius
  - Genre Taiyubius
  - Genre Texobius
  - Genre Tidabius
  - Genre Tigobius
  - Genre Tropobius
  - Genre Typhlobius
  - Genre Uncobius
  - Genre Vulcanbius
  - Genre Watobius
  - Genre Zinapolys
  - Genre Zygethopolys

- Famille incertae sedis
  - Genre Exocera

Selon NCBI (12 juin 2014) :
- Famille Ethopolyidae
  - Genre Bothropolys

- Famille Henicopidae
  - Genre Anopsobiinae
  - Genre Henicopinae
  - Genre incertae sedis

- Famille Lithobiidae
  - Genre Australobius
  - Genre Eupolybothrus
  - Genre Lithobius
  - Genre Paobius
  - Genre Pokabius

- Famille incertae sedis